# Волга (Південна Дакота)
Волга (англ. Volga) — місто (англ. city) в США, в окрузі Брукінґс штату Південна Дакота. Населення — 2113 особи (2020).

## Географія
Волга розташована за координатами 44°19′26″ пн. ш. 96°55′21″ зх. д. / 44.32389° пн. ш. 96.92250° зх. д. (44.323919, -96.922526).  За даними Бюро перепису населення США в 2010 році місто мало площу 2,37 км², уся площа — суходіл.

## Демографія
Згідно з переписом 2010 року, у місті мешкало 1768 осіб у 734 домогосподарствах у складі 483 родин. Густота населення становила 747 осіб/км².  Було 783 помешкання (331/км²).
Расовий склад населення:
| - 98,2 % — білих - 0,4 % — корінних американців - 0,3 % — чорних або афроамериканців - 0,3 % — азіатів |

До двох чи більше рас належало 0,5 %. Частка іспаномовних становила 2,7 % від усіх жителів.
За віковим діапазоном населення розподілялося таким чином: 26,5 % — особи молодші 18 років, 60,0 % — особи у віці 18—64 років, 13,5 % — особи у віці 65 років та старші. Медіана віку мешканця становила 33,8 року. На 100 осіб жіночої статі у місті припадало 96,7 чоловіків;  на 100 жінок у віці від 18 років та старших — 97,0 чоловіків також старших 18 років.
Середній дохід на одне домашнє господарство  становив 64 644 долари США (медіана — 55 875), а середній дохід на одну сім'ю — 74 396 доларів (медіана — 64 032). Медіана доходів становила 45 526 доларів для чоловіків та 32 008 доларів для жінок. За межею бідності перебувало 6,6 % осіб, у тому числі 3,0 % дітей у віці до 18 років та 5,9 % осіб у віці 65 років та старших.
Цивільне працевлаштоване населення становило 1272 особи. Основні галузі зайнятості: освіта, охорона здоров'я та соціальна допомога — 26,4 %, виробництво — 24,8 %, роздрібна торгівля — 7,8 %, мистецтво, розваги та відпочинок — 7,2 %.